# 吳志慶
吳志慶（1986年9月22日—） 是臺灣諧星、主持人，外號大飛，超級模王大道第一屆第六名。

## 簡歷
大飛，本名吳志慶，擅於模仿黃渤、庾澄慶成名，2011年為《大學生了沒》研究生，成為了固定班底，2012年參加第一屆《超級模王大道》並拿到第六名，而進入演藝圈，2014年與藝人果凍姐姐楊晨熙參加節目《麻辣天后傳》而熟識，後傳出緋聞，剛開始宣稱只是好友，2018年6月大膽示愛，終於在2018年12月求婚成功，不料於2021年4月驚傳出分手，結束感情。

## 影視作品

### 電視劇
| 首播年份 | 電視台                    | 劇名                   | 角色     | 備註     |
| 2012年   | MTV                       | 《PM10-AM03》          | 皮卡丘   | 主要演員 |
| 2012年   | 東森綜合台、三立都會台    | 《愛情女僕》           | 伍享鴻   | 客串演員 |
| 2013年   | 中天綜合台                | 《PMAM》               | 皮卡丘   | 主要演員 |
| 2014年   | 中天綜合台                | 《PMAM之美好偵探社》   | 子文     | 其他演員 |
| 2015年   | 中天綜合台                | 《PMAM之慾望俱樂部》   | 皮卡丘   | 主要演員 |
| 2015年   | 東森綜合台、民視          | 《星座愛情雙魚女》     | 史蒂芬   | 其他演員 |
| 2016年   | 公視                      | 《滾石愛情故事》       | 大飛     | 客串演員 |
| 2016年   | 台視、LINE TV、東森綜合台 | 《必勝練習生》         | 高仁傑‬   | 其他演員 |
| 2016年   | LINE TV、東森綜合台       | 《惡作劇之吻》         | 主持人‬   | 客串演員 |
| 2017年   | 中視、愛奇藝              | 《櫻桃小丸子真人版》   | 濱崎憲孝 | 主要演員 |
| 2017年   | 民視                      | 《實習醫師鬥格》       | 陳正泰   | 主要演員 |
| 2018年   | 台視、東森綜合台          | 《艾蜜麗的五件事》     | 大頭     | 其他演員 |
| 2019年   | 中視                      | 《想見你》             | 陳財裕   | 客串演員 |
| 2020年   | myVideo                   | 《違反校規的跳投》     | 萬老闆   | 客串演員 |
| 2020年   | 台視、三立都會台          | 《我的青春沒在怕》     | 連阿凱   | 客串演員 |
| 2020年   | 台視、三立都會台          | 《天巡者》             | 警察‬     | 客串演員 |
| 2021年   | 八大戲劇台、衛視中文台    | 《她們創業的那些鳥事》 | 鄭義銘‬   | 客串演員 |
| 2021年   | 衛視中文台                | 《如果花知道》         | 林凱文‬   | 客串演員 |
| 2022年   | Disney+                   | 《台北女子圖鑑》       | Jeff     | 其他演員 |
| 2023年   | 愛奇藝、八大戲劇台        | 《不良執念清除師》     | 李燦‬     | 其他演員 |
| 2023年   | 三立都會台、華視          | 《美食無間》           | 盧天寶‬   | 其他演員 |
| 2024年   | 八大戲劇台、MyVideo       | 《今夜一起為愛鼓掌》   | 范俊明‬   | 其他演員 |

### 電影
| 首播年份 | 劇名                   | 角色           |
| 2014年   | 軍中樂園               | 海龍隊員       |
| 2016年   | 六弄咖啡館             | 流川一號       |
| 2020年   | 編劇頭很痛             | 警察（客串）   |
| 2021年   | 詭扯                   | 員警（客串）   |
| 2021年   | 緝魂                   | 記者（客串）   |
| 2023年   | 夢遊樂園               | 小混混（客串） |
| 2023年   | 黑的教育               | 興哥手下       |
| 2023年   | 請問，還有哪裡需要加強 | 老千           |
| 2024年   | 還錢                   | 猴哥           |
| 2024年   | 愛的噩夢               | 大飛           |
| 2024年   | 鬼才之道               | 賽評鬼         |
| 2024年   | 台北追緝令             | 司機           |
| 2024年   | 還錢                   | 猴哥           |

### 音樂MV
| 首播年份 | 藝人   | 歌曲名稱       | 備註 |
| 2025年   | 玖壹壹 | 《當我沒愛過》 |      |

### 參與節目
- 《大學生了沒》（固定班底）
- 《超級模王大道》（第一屆-第6名）
- 《麻辣天后傳》（固定班底）
- 《SS小燕之夜》
- 《完全娛樂》
- 《天才衝衝衝》
- 《全民最大黨》（客串班底）
- 《綜藝大熱門》
- 《康熙來了》
- 《極限挑戰 (第二季)》（關主）
- 《綜藝玩很大》（關主）
- 《娛樂百分百》
- 《小明星大跟班》
- 《飢餓遊戲》
- 《歡樂智多星》
- 《11點熱吵店》
- 《同學來了》
- 《國光幫幫忙》
- 《明星許願池》（固定班底）

## 主持作品

### 主持節目
| 年份   | 電視台     | 節目名         | 備註     |
| 2011年 | 中天娛樂   | 《大學生了沒》 | 固定班底 |
| 2018年 | 衛視中文台 | 《麻辣天后傳》 | 代班主持 |
| 2021年 | 民視       | 《明星許願池》 | 固定班底 |

## 外部連結
- 吳志慶的Facebook專頁
- 吳志慶的Instagram帳戶
- 吳志慶的Facebook專頁
- 吳志慶的Instagram帳戶